# マエストラーレ級駆逐艦
| マエストラーレ級駆逐艦     | マエストラーレ級駆逐艦              | マエストラーレ級駆逐艦              |
| -------------------------- | ----------------------------------- | ----------------------------------- |
| タラントでの「リベッチオ」 |                                     |                                     |
| 艦級概観                   |                                     |                                     |
| 艦種                       | 駆逐艦                              | 駆逐艦                              |
| 就役開始                   | 1934年                              | 1934年                              |
| 退役完了                   | 1964年（グレカーレ）                | 1964年（グレカーレ）                |
| 前級                       | ダルド級駆逐艦 第二グループ         | ダルド級駆逐艦 第二グループ         |
| 次級                       | アルフレード・オリアーニ級駆逐艦    | アルフレード・オリアーニ級駆逐艦    |
| 性能諸元                   |                                     |                                     |
| 排水量                     | 基準排水量                          | 1,417トン                           |
| 排水量                     | 常備排水量                          | 2,025トン                           |
| 排水量                     | 満載排水量                          | 2,235トン                           |
| 全長                       | 106.7m                              | 106.7m                              |
| 全幅                       | 10.3m                               | 10.3m                               |
| 吃水                       | 4.1m                                | 4.1m                                |
| 機関                       | ギアードタービン3缶2基 2軸推進      | 45,000hp                            |
| 速力                       | 38ノット                            | 38ノット                            |
| 航続距離                   | 4,000海里（12ノット）               | 4,000海里（12ノット）               |
| 乗員                       | 168人                               | 168人                               |
| 兵装                       | 120mm連装砲                         | 2基4門                              |
| 兵装                       | 40mm機関砲                          | 2門                                 |
| 兵装                       | 13mm機銃                            | 6基                                 |
| 兵装                       | 3連装533mm魚雷発射管                | 2基                                 |
| 兵装                       | 爆雷または機雷                      | 56発                                |
| 表記                       |                                     |                                     |
| 日本語                     | マエストラーレ級駆逐艦              | マエストラーレ級駆逐艦              |
| 日本語                     | ヴェンティ級駆逐艦                  |                                     |
| イタリア語                 | Cacciatorpediniere Classe Maestrale | Cacciatorpediniere Classe Maestrale |
| イタリア語                 | Cacciatorpediniere Classe Venti     |                                     |
| 英語                       | Maestrale Class Destroyer           | Maestrale Class Destroyer           |
| 英語                       | Venti Classe Destroyer              |                                     |

マエストラーレ級駆逐艦（マエストラーレきゅうくちくかんCacciatorpediniere Classe Maestrale、Maestrale Class Destroyer）は、イタリア王立海軍の駆逐艦。4隻が建造された。艦名は全て風に由来しており、これによりヴェンティ級駆逐艦（Classe Venti）とも呼ばれる。

## 艦型
復原性が不足していたダルド級駆逐艦の改良型であり、船体が一回り拡大されている。排水量も増した一方で出力は強化されてないが、前級に比べ船体が約10m延長されたことにより高速力は維持されていた。また、主砲は新型である「OTO社製 50口径 Model1931 12cm連装砲」を搭載しており、軽量化が施されたが強度は低下していた。
各部の余裕が生まれるなどした為、その基本設計は後のアルフレード・オリアーニ級、ソルダティ級へと受け継がれた。

### 就役後の改装

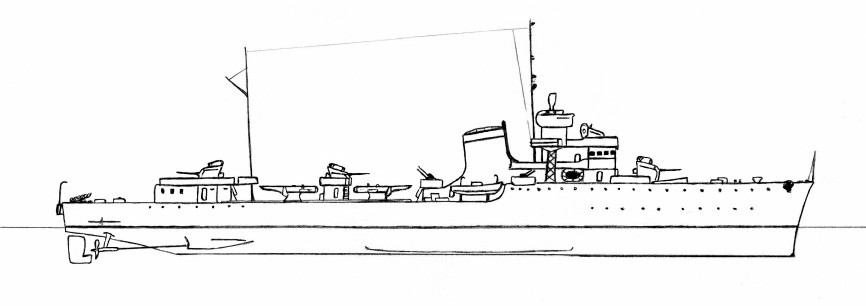
1942年のマエストラーレのイラスト。120mm砲が増設されている。

竣工後は防空能力を強化するため、40mm及び13.2mm機銃を撤去し20mm単装機銃6門へと換装を行った。第二次世界大戦中においてはマエストラーレがレーダー未装備を補うために装備していた星弾用の15口径12cm榴弾砲を撤去して、「アンサルド社製 50口径 12cm単装砲」と換装した。他にも対空砲増備としてグレカーレとマエストラーレが後部魚雷発射管を撤去して37mm単装機関砲を2門装備し、20mm機銃も単装・連装合わせて12門程度を装備した。

## 艦歴
イタリアが第二次世界大戦に参加した際においては第10駆逐艦戦隊を編成しており、軽巡洋艦「バルトロメオ・コレオーニ」、「ジョヴァンニ・デレ・バンデ・ネーレ」2隻からなる第2戦隊に付属してシチリア島に居た。カラブリア沖海戦、マタパン岬沖海戦等主力部隊とともに参加していたが、合わせて船団護衛や機雷敷設にも携わった。1940年8月にイギリス駆逐艦「ホスタイル」がボン岬にて触雷して沈没したが、この機雷敷設を行ったのはマエストラーレ級とされる。1941年11月9日に「リベッチオ」がイギリス潜水艦「アップホルダー」の攻撃で、1942年3月23日には「シロッコ」が第2次シルテ湾海戦の後の悪天候で沈没している。1943年1月9日の触雷により修復中の「マエストラーレ」は、連合軍との停戦成立により1943年9月9日にジェノヴァで自沈した。
「グレカーレ」は大戦を生き延び2度の近代化改装が施された。その後1960年には指揮艦として改装されたが、1964年に退役している。

## 同型艦
- マエストラーレ（Maestrale）北西の風
- グレカーレ（Grecale）北東の風
- リベッチオ（Libeccio）南西の風
- シロッコ（Scirocco）南東の風

## 登場作品
ゲーム
『艦隊これくしょん -艦これ-』
擬人化キャラクター「艦娘」として全4隻が登場。
『アズールレーン』
擬人化キャラクター「KAN-SEN」としてマエストラーレ・リベッチオの2隻が登場。